# Eugene O’Neill
Eugene Gladstone O’Neill (ur. 16 października 1888 w Nowym Jorku, zm. 27 listopada 1953 w Bostonie) – amerykański dramaturg, laureat Nagrody Nobla w dziedzinie literatury za rok 1936.
Jego córka Oona była żoną Charlie Chaplina.

## Lata młodzieńcze
Urodził się w hotelu Barrett na Broadwayu na Times Square, w Nowym Jorku. Dzisiaj w tym miejscu znajduje się kawiarnia Starbucks (ulica Broadway numer 1500, północno-wschodni róg 43. ulicy i Broadwayu). Na zewnętrznej ścianie kawiarni widnieje tablica upamiętniająca narodziny O’Neilla: "Eugene O’Neill, 16 października 1888 – 27 listopada 1953.
Był synem irlandzkiego aktora Jamesa O’Neilla i Elli O’Neill. Jak większość Irlandczyków O’Neill rozpoczął naukę w szkole rzymskokatolickiej z internatem. Wakacje letnie spędzał w stanie Connecticut w miejscowości Nowy Londyn.
Studiował na Uniwersytecie w Princeton, spędził kilka kolejnych lat na morzu. W tym czasie chorował na depresję i popadał w alkoholizm po śmierci członków najbliższej rodziny. Rodzice O’Neilla oraz jego starszy brat Jamie zmarli w ciągu trzech kolejnych lat. Życie rodzinne O’Neilla przedstawia jego autobiograficzna sztuka Zmierzch długiego dnia.
Pisarstwo było dla O’Neilla formą ucieczki od smutnej rzeczywistości. Pomimo depresji uwielbiał morze, nad którym pracował przez kilka lat i które wkrótce stało się wiodącym tematem jego sztuk. Miejscem akcji wielu z nich jest właśnie pokład statku.
Podczas pobytu w sanatorium w latach 1912-1913, gdzie wracał do zdrowia po przebytej gruźlicy, zdecydował, iż zostanie zawodowym dramaturgiem. Wcześniej pracował dla New London Telegraph, publikując tam swoją poezję oraz pisząc reportaże.
W drugiej dekadzie dwudziestego wieku był częstym gościem w Greenwich Village. Poznał wtedy założyciela Komunistycznej Partii Pracy, dziennikarza Johna Reeda i jego żonę, pisarkę Louise Bryant. W filmie Czerwoni (z 1981), o życiu Johna Reeda, postać O’Neilla zagrał Jack Nicholson.

## Dzieła
- Pragnienie i inne jednoaktówki (1914)
- Na wschód od Cardiff (1916)
- Poza horyzontem (1920)
- Pożądanie w cieniu wiązów
- Cesarz Jones
- Złoto
- Słoma
- Włochata małpa
- Pierwszy człowiek
- Irlandzka róża Abie'go
- Zespojeni
- Fontanna
- Marco Polo
- Ach pustynio!
- Dni bez końca
- Anna Christie (1921)
- Dziwne preludium (1928)
- Żałoba przystoi Elektrze (Mourning Becomes Electra, 1931)
- Ah, Wilderness! (1933)
- Zimna śmierć nadchodzi (The Iceman Cometh, 1939, opublikowana w 1940, w 1946 premiera w teatrze)
- Dotyk poety
- Jeszcze wspanialsze pałace
- Zmierzch długiego dnia